# Park Won-soon
Park Won-soon (박원순?, Bag Won-sunLR; Changnyeong, 26 marzo 1956 – Seul, 9 luglio 2020) è stato un politico sudcoreano, sindaco di Seul dal 2011 al 2020.

## Biografia
Nato nella Contea di Changnyeong nel 1956, frequentò l'Università Nazionale di Seul, dove si laureò in scienze ma da cui venne in seguito espulso e arrestato dopo una protesta contro la dittatura militare del presidente Park Chung-hee. Successivamente si laureò in diritto alla London School of Economics and Political Science nel 1991.
Nel 2011 fu eletto sindaco di Seul da indipendente con il sostegno del Partito Democratico della Corea.
Il 9 luglio 2020 la figlia Da-in ne denunciò la scomparsa dopo che il giorno prima era stato accusato di molestie sessuali. Dopo una serie di ricerche sul territorio da parte della polizia, il suo corpo senza vita fu ritrovato verso la mezzanotte di quel giorno. L'esame autoptico ha confermato la morte per suicidio.